# De avonden (boek)
De avonden. Een winterverhaal is de debuutroman van Gerard Kornelis van het Reve. Het verhaal werd in november 1947 voor het eerst gepubliceerd door De Bezige Bij, onder de auteursnaam Simon van het Reve en in dezelfde maand van dat jaar bekroond met de Reina Prinsen Geerligsprijs op basis van het manuscript. Latere drukken na 1953 verschenen onder de naam G.K. van het Reve en vanaf 1973 onder de naam Gerard Reve. Het verhaal beslaat tien dagen uit het leven van de 23-jarige kantoorklerk Frits van Egters in even zoveel hoofdstukken.
In de periode 1947-2017 zijn van De Avonden 64 drukken verschenen. 
Het boek wordt gerekend tot de "klassieken" in de Nederlandse literatuur. Vele naoorlogse jongeren vonden hierin hun leven en hun wereld vertolkt, maar toen het boek eind 1947 verscheen riep het verdeelde reacties op. Sinds de jaren 60 maakte het een heropleving door. Het genoot een toenemende populariteit toen het na 1962 meerdere goedkope herdrukken beleefde als paperback.

## Samenvatting
De in tien hoofdstukken beschreven gebeurtenissen spelen zich af over een periode van tien dagen. De vermelding aan het slot van Amsterdam, zondag 18 mei 1947 slaat op de afsluiting van het manuscript door de schrijver.

### Hoofdstuk I
Op zondagmorgen 22 december 1946 ontwaakt Frits van Egters om half acht in een etagewoning aan de Amsterdamse Schilderskade, waar hij samen met zijn ouders woont. Hij heeft net een nare droom gehad, over een man met een bolhoed die het huis binnenkwam en ineens in een doodskist lag. De kist bleef eerst dagenlang staan, waarna er bij het begraven van alles misging. 
De dromen van de hoofdpersoon en het gegeven van het verstrijken van de tijd komen hierna alsmaar terug in het verhaal van deze roman. Nadat Frits die ochtend eerst een kleine wandeling heeft gemaakt, ontbijt hij samen met zijn ouders en bekijkt zichzelf vervolgens naakt in een paar spiegels. 
Frits' oudere en getrouwde broer Joop komt even op bezoek om een eetafspraak af te zeggen. Frits wijst Joop op zijn hoofd, dat al begint te kalen. Na het avondeten bezoekt Frits een van zijn oude vrienden, Louis Spanjaard, die zich in tegenstelling tot Frits non-conformistisch gedraagt. Frits informeert naar Louis' zwakke gezondheid en de twee vertellen elkaar enkele even bizarre als lugubere verhalen. Weer thuisgekomen stelt Frits vast dat de dag zinloos voorbij is gegaan, nadat hij overdag verschillende malen op zijn horloge heeft gekeken. 
Die nacht heeft Frits alweer een nare droom, ditmaal over krijtwitte mensen met uitpuilende ogen en kreeftenscharen in plaats van armen.

### Hoofdstuk II
Op maandag 23 december komt Frits om half vijf terug van zijn werk, vervuld van naargeestige gedachten. Na het eten bezoekt hij zijn broer Joop en diens vrouw Ina, waarna de drie naar een reünie gaan van het Berendsgymnasium dat Joop wel heeft afgemaakt en Frits niet. Frits voelt zich hierom "de mislukte", en tijdens de reünie houdt hij zich uit schaamte afzijdig tegenover zijn vroegere schoolgenoten. Weer thuisgekomen bekijkt Frits vol afkeer zijn oude schoolboeken. Hij valt daarna in slaap en droomt over een witte zwaan die het op zijn leven gemunt heeft, wat hem echter in zijn droom totaal onverschillig laat.

### Hoofdstuk III
Op dinsdag 24 december koopt Frits 's middags in een goedkope fietsenwinkel een bord en beker van aluminium voor Hansje, het kind van zijn vriend Jaap Elderer en diens vrouw Joosje dat die dag zijn eerste verjaardag viert. Wanneer Frits bij het huis van de Elderers aankomt, treft hij daar alleen Joosje en haar tante Stien aan. Hij raakt met hen in gesprek en op een gegeven ogenblik gaat het over kanker. Frits noemt dit een "mooie, machtige ziekte". Even later arriveert ook Joosjes moeder, mevrouw Mosveld. Het valt Frits op dat moeder en dochter er precies hetzelfde uitzien en even oud zouden kunnen zijn. Vervolgens noemt hij de schreiende Hansje "een kreng van een kind" en zegt dat de zenuwen van het kind wel verkeerd zullen zijn gegroeid, waardoor het niet lang zal leven. Als ook Jaap arriveert, raakt Frits met hem in gesprek over Jaaps beginnende kaalhoofdigheid en andere lichamelijke gebreken zoals bochels en blindheid. 
Nadat Frits naar huis en naar bed is gegaan, droomt hij dat hij voor een onbekend huis staat en in de verte iets, dat op een stoomwals lijkt, hoort aankomen. Hij vlucht het huis in, maar het ding blijft hem ook daar achtervolgen.

### Hoofdstuk IV
Op woensdagmorgen 25 december is er in het huis van Frits en zijn ouders van enige kerstsfeer geen sprake. Frits staat pas om half elf op en klaagt tegen zijn moeder dat zijn gekookte ei koud is geworden. Nadat Frits' ouders naar een bevriende familie zijn gegaan, belt een zekere Lande aan, die vermoedt te zijn bestolen door een wederzijdse kennis van hemzelf en Frits, Maurits Duivenis. Nadat Frits weer alleen is, urineert hij uit verveling in de kachel en verbaast zich vervolgens over de stank. Vervolgens steekt hij met een lucifer een pissebed die over het plafond loopt in brand. Op bijna datzelfde moment komt Louis Spanjaard binnen. Frits vertelt Louis hoe hij als kind allerlei kleine dieren (insecten, spinnen, kikkers, vissen) martelde. De twee besluiten vervolgens samen naar de film De Zevende Sluier in de bioscoop Princeps te gaan. Ze gaan er te voet heen en met de tram terug, en vervolgens gaan ze bij Frits' ouders eten. 
's Avonds gaat Frits op bezoek bij een andere vriend, Walter Graafse, die op zijn piano een partita van Johann Sebastian Bach speelt. Frits vindt zowel het instrument als de muziek prachtig. Walters zus geeft een stevige berisping omdat de vrouw van de bovenbuurman op sterven ligt en de muziek dus zeer hinderlijk is, waarop Frits zegt dat stervenden vaak een zeer goed gehoor hebben. 
Die nacht kan Frits – nadat hij eerst flarden van een ruzie tussen zijn ouders heeft opgevangen – bijna niet slapen. Hij heeft weer allerlei wilde dromen en probeert de volgende ochtend zich veelal waargebeurde gruwelijke verhalen die hij vroeger eens heeft gehoord, voor de geest te halen, om maar niet opnieuw in slaap te vallen.

### Hoofdstuk V
Op donderdag 26 december verlaten Frits' ouders – na een ontbijt in ruziesfeer – ieder apart het huis. Frits vindt de sleutel van de zolder, die zijn moeder de vorige dag kwijt was, half gesmolten terug in de kachel. Hij luistert op de radio eerst naar een concert van Bach en besluit vervolgens een stukje te gaan lopen. Onderweg naar de stad komt hij Maurits Duivenis tegen. Maurits vertelt Frits dat hij het gestolen geld aan Lande heeft teruggegeven en verwijt hem tevens zijn loslippigheid. Ook biedt hij Frits een "geruilde" jas te koop aan, maar Frits vindt dit niet koosjer. Frits merkt ook op dat Maurits zijn haar maar slecht verzorgt. 
's Avonds gaat Frits, na eerst een paar uur bij de kachel te hebben gezeten, op bezoek bij de boekenverzamelaar Victor Poort die inwoont bij het getrouwde paar Herman en Lydia. Frits en Victor hebben het onder meer over de problemen tussen Frits' ouders. Victor geeft Frits een psychiatrisch handboek boek te leen, De kleine zenuwlijder. De volgende morgen heeft Frits een erotische droom, waarin hij Lydia's ontblote dij ziet.

### Hoofdstuk VI
Op vrijdag 27 december komt Frits 's middags van zijn werk, waar hij even op een prettige manier aan zijn schooltijd werd herinnerd toen de lichten vanwege zware bewolking midden op de dag aan moesten; de sombere sfeer deed de laatste uren op school sterker contrasteren met de overgang naar vrije dagen. Vervolgens besluit Frits om twee kaartjes voor de avondfilm in de bioscoop te kopen. Hij vraagt eerst Victor en dan Louis om mee te gaan, maar beiden hebben die avond geen tijd. Bij de bioscoop treft Frits Maurits die op zoek is naar een plek voor de ingang, en gaat dan maar samen met hem naar de film kijken, hoewel hij dit niet geweldig vindt. Maurits vertelt Frits dat hij de jas inmiddels heeft doorverkocht.

### Hoofdstuk VII
Op zaterdagavond 28 december gaat Frits samen met Jaap, Joosje en Victor naar een nachtclub. Frits en Jaap bezatten zich en Frits begint te praten over mensen die tijdens de Hongerwinter geregeld bij zijn ouders kwamen eten. Ook heeft hij het over de fouten en gebreken van de mensheid en God die alles ziet, maar niemand van de aanwezigen neemt hem echt serieus. Door een paar mensen op straat geholpen komt Frits 's avonds laat vermoeid en misselijk thuis, waar hij door zijn ouders wordt opgevangen, uitgekleed en naar bed gebracht. Hij prijst zijn beide ouders vanwege hun goedheid.

### Hoofdstuk VIII
Op zondagmorgen 29 december wordt Frits wakker met een zware kater en een sterke braaklucht in zijn neus. In de woonkamer heeft hij een aanvaring met zijn ouders omdat ze vinden dat hij zich asociaal gedraagt. 's Avonds gaat hij op bezoek bij Bep Spanjaard, de alleenwonende zus van Louis. Op haar benen heeft Bep iets wat op eczeem lijkt, en Frits probeert haar aan te praten dat ze een zeer pijnlijke beenvliesontsteking zal krijgen. Bep leent Frits haar wollen knuffelkonijn en nodigt hem uit om de volgende dag samen met Eduard Hoogkamp, Jaap, Joosje en Louis naar de film De groene weiden te gaan. Die nacht droomt Frits dat hij spoedig zal verdrinken omdat hij in een vol water lopende kano zit.

### Hoofdstuk IX
Op maandag 30 december gaat Frits 's avonds naar het huis van Bep Spanjaard. De opa van Jaap is net begraven en samen met Jaap bespreekt Frits allerlei zaken die met de dood en begrafenissen te maken hebben, tot ongenoegen van de andere aanwezigen die het gezellig willen houden. Frits is ontroerd door de film, maar veracht zichzelf als hij op een gegeven moment tranen in zijn ogen heeft. Die nacht droomt Frits over een lijk dat als postpakket bij hem thuis wordt afgeleverd. De dode is ongeveer even oud en groot als Frits zelf.

### Hoofdstuk X
Op dinsdag 31 december is Frits vroeg klaar op kantoor. Op weg naar huis komt hij Maurits weer tegen, die in het zwembad schoenen en een jas heeft gestolen. Frits wenst hem geen gelukkig Nieuwjaar. Thuisgekomen doet hij een dutje en droomt dat hij in een fabriek onder de hamer van een aambeeld verpletterd dreigt te worden. Frits gaat 's avonds nog even langs bij Louis en merkt op dat die er niet goed uitziet. Weer thuisgekomen ontdekt Frits dat zijn moeder vruchtensap in plaats van echte wijn heeft gekocht. Het feit dat iets duurs achteraf waardeloos blijkt vindt hij zo erg, dat het hem tot tranen beweegt. 
De rest van de avond denkt Frits voortdurend aan de voortschrijdende tijd. Direct na middernacht gaat hij naar zijn vrienden, die echter geen van allen thuis blijken te zijn. Op weg terug naar huis smeekt Frits in een gebed God om erbarmen met zijn ouders.

## Interpretaties
De ondertitel
Een winterverhaal
en de openingszin
Het was nog donker, toen in de vroege morgen van de twee en twintigste December 1946 in onze stad, op de eerste verdieping van het huis Schilderskade 66, de held van deze geschiedenis, Frits van Egters ontwaakte.
zijn bedrieglijk in die zin dat ze een zekere vertrouwelijkheid suggereren, die in de rest van het verhaal totaal niet wordt uitgewerkt. Centrale thema's in De avonden zijn de eenzaamheid, angst, het verstrijken van de tijd, verveling, desillusie en het gevoel van schuld en minderwaardigheid, gebrek aan zelfvertrouwen, sociaal isolement en het uit dit alles voortvloeiende cynisme van de protagonist Frits van Egters. Een aantal van deze aspecten is ook terug te zien bij sommige andere figuren in het verhaal, zoals Frits' ouders. Hoewel Frits ogenschijnlijk een aantal goede vrienden heeft is hij in feite erg eenzaam, aangezien de gesprekken die hij met hen voert over het algemeen zeer oppervlakkig en weinig zinvol zijn. Hoewel Frits aan het einde van het boek een gebed uitspreekt voor zijn ouders, is de relatie die Frits heeft met zijn ouders en vooral met zijn vader ronduit slecht te noemen. De voorvallen die Frits zich uit zijn jeugd herinnert zijn de mensen uit zijn naaste omgeving allang vergeten, wat Frits' geïsoleerde positie nog eens versterkt. Hij lijdt daarnaast aan vormen van herhalingsdwang: hij moet om de haverklap op zijn horloge kijken, kan geen gesprek laten stilvallen en heeft een obsessie met bepaalde typische zaken zoals de dood en kaalhoofdigheid.
Het is hierbij van belang te vermelden dat Reve De avonden schreef op advies van zijn psychiater Kees Schuurman (1898-1979). Ook wordt verwezen naar De kleine neurasthenicus: een beknopte handleiding tot een ordentelijk leven van Herman Gerard de Cock (1871-1956), dat Reve van Bob van Amerongen leende.
Over de precieze betekenis van dit alles in de gegeven context verschillen de recensenten echter van mening. Volgens de meeste interpretaties vormt het karakter van Frits van Egters in de eerste plaats een afspiegeling van hetgeen in de nasleep van de Tweede Wereldoorlog onder de bevolking heerste, meer in het bijzonder bij de generatie die tijdens de oorlog volwassen was geworden. De oorlog zelf speelt in het verhaal geen belangrijke rol en komt slechts zijdelings ter sprake in de vorm van korte raamvertellingen.
Anderen, onder wie Simon Vestdijk, zijn van mening dat de protagonist slechts een individuele geestesgesteldheid is, wat onder meer wordt gekenmerkt door een verdrongen liefde van Frits voor zijn ouders. Weer anderen zijn van mening dat puberteit, adolescentie en het streven naar volwassen onafhankelijkheid van de protagonist de belangrijkste problematiek in het verhaal vormen.
H.A. Gomperts meende dat vooral het sociale isolement en het gebrek aan seksualiteit van Frits van Egters het hoofdthema van het verhaal vormt. Jos Paardekooper wilde de hoofdthematiek op grond van de door Frits beschreven diverse fobieën (bijvoorbeeld voor de wetenschap en kunst, voor leegte en stilte, wanorde en slordigheid en het zichzelf eigenlijk niet willen zien in de spiegel) juist veel verder uitbreiden.
In 1969 schreef kinderpsychiater David de Levita het typische karakter van de protagonist niet toe aan de nasleep van de Tweede Wereldoorlog, maar aan de emancipatie van de arbeidersklasse, waarvan hier de psychische keerzijde wordt beschreven. Frits' ouders komen allebei uit de middenklasse - zijn vader heeft als kind in een fabriek gewerkt - terwijl Frits zelf zich naar een hoger intellectueel milieu heeft opgewerkt.
In de jaren zeventig werd een geheel nieuwe interpretatie van De avonden aangevoerd: niet de protagonist, maar de voorbijgaande tijd zou het belangrijkste verhaalthema zijn. Frits zou door de tijd worden "gemanipuleerd", bijvoorbeeld door middel van vroege herinneringen afgewisseld met voorspellende dromen die in het bijzonder met de dood te maken hebben. Zeker is in ieder geval dat een deel van het verhaal gaat over Frits' angst voor de toekomst, met name de ouderdom en het onherroepelijke lichamelijke verval dat Frits bij zijn vrienden reeds meent waar te nemen. Met name Frits' vader, op wie Frits voortdurend kritiek heeft, geldt als een incorporatie hiervan. Het onherroepelijk voortschrijden van de tijd houdt hier natuurlijk rechtstreeks verband mee. In de loop van het verhaal worden er talrijke mededelingen met betrekking tot de tijd gedaan. Dit gebeurt al verschillende keren op de eerste pagina.

## Receptiegeschiedenis
De naargeestigheid van De avonden schokte aanvankelijk vele lezers en critici, de reacties waren dan ook sterk gemengd. Er werd door de negatieve recensenten zelfs gesproken van 'mensonterend proza'. Godfried Bomans besprak de roman in 'Elsevier' onder de kop 'Een schrikbarend boek'. Hij had, zo schreef hij, "zelden een boek gelezen zo naargeestig, zo zeer van iedere positiviteit verstoken, zo grauw, cynisch en volstrekt negatief". Bezorgd over Reves geestelijke gezondheid sprak Bomans de hoop uit dat de schrijver 'zijn door God gegeven talent' (dat hij onmiskenbaar aanwezig achtte) in de toekomst zou gebruiken voor een boek dat 'niet alleen psychologisch interessant, doch ook van algemeen menselijk belang is'.
Simon Vestdijk wees daarentegen op de groteske en bevrijdende humor in de roman. Met hem herkenden enkele andere critici in het verhaal van de jonge Frits de stem van een generatie, die verdoofd en zonder geloof uit de oorlog was gekomen. Reve schreef De avonden in een zakelijke, registrerende stijl, waarin de kleinste details uitvoerig uit de doeken worden gedaan. Het vaak nodeloos ingewikkelde idiolect van Frits, dat soms op het plechtstatige af is, zorgt daarbij voor de nodige komische effecten.
Willem Frederik Hermans publiceerde in januari 1948 een omvangrijke beschouwing over de roman in het maandblad Criterium, getiteld 'Het alziend oog in de nachtspiegel'. Hermans wees erop dat de hoofdpersoon een representant van de moderne jeugd is: hij is illusieloos, streeft geen verandering na en beziet de mens consequent van onderaf. Ook sprak Hermans het vermoeden uit dat Frits een zelfportret van de auteur was en dat het boek een gedachtenexperiment vormde, vanuit de vraag: wat zou er van mij overblijven als ik niet schreef?
Gedurende de jaren vijftig was De avonden vooral populair bij adolescenten, die zichzelf in hoge mate herkenden in de beschreven karakters. In de jaren zestig verschoof de aandacht binnen de receptie van de roman naar de psychologie van het hoofdpersonage. De seksuele passages en dromen van Frits van Egters kwamen centraal te staan.
Direct na de verschijning van De avonden werd het boek op 24 november 1947 bekroond met de Reina Prinsen Geerligsprijs, een geldsom van 200 gulden die werd overhandigd in de aula van de Universiteit van Amsterdam. Het was tevens het eerste literaire werk dat deze prijs ontving. In het daaropvolgende half jaar werden er meer dan vijftig recensies aan Reves debuutroman gewijd. Podium kwam in maart 1948 met een nummer dat bijna alleen maar over De avonden ging. Eind 1948 waren er twee herdrukken verschenen en bijna 6000 exemplaren verkocht, wat voor die tijd veel was. In de tien jaar daarna werden er echter nog slechts 25000 exemplaren verkocht, maar toen de paperback-versie in 1962 uitkwam als nummer 22 in de reeks Literaire Reuzenpockets van De Bezige Bij nam de belangstelling ineens sterk toe. De daaropvolgende tien jaar steeg de verkoop van het aantal exemplaren naar bijna 100.000.
De avonden werd in 2007 in een door NRC Handelsblad georganiseerde boekverkiezing verkozen onder de 10 beste Nederlandstalige romans aller tijden.
De status van meesterwerk die De Avonden verwierf kwam ook tot uiting in de bibliofilie. Het manuscript van De avonden werd in 1996  aangekocht door het Nederlands Letterkundig Museum voor 160.000 gulden. Dit recordbedrag in de Nederlandstalige literatuur was van tevoren door museumdirecteur Anton Korteweg bekendgemaakt als het maximum waartoe het museum bij de veiling bij opbod dankzij een overheidsgarantie mocht gaan. In 2001 werd dit manuscript in facsimile uitgegeven met een inleiding van M.J. Eijgenraam in een zogenaamde 'volkseditie'. Daarnaast verscheen een genummerde en door Reve gesigneerde luxe editie in een oplage van 250 exemplaren.
Het exemplaar van De avonden in halfperkamenten band dat Reve in 1947 van zijn uitgever Geert Lubberhuizen kreeg naar aanleiding van de Reina Prinsen Geerligs Prijs is het duurste antiquarische boek van de moderne Nederlandse letterkunde. Reve zelf heeft het in 1964 voor 'grof geld' (naar verluidt fl. 400,-) aan uitgever-bibliofiel Johan Polak 'afgestaan'. In 2006 werd het voor 25.000 euro verkocht en door de anonieme koper in permanente bruikleen gegeven aan het Gerard Reve Museum in de Openbare Bibliotheek Amsterdam.
Voor de VPRO-radio las Gerard Reve op donderdag 28 november 1991 de integrale tekst voor van De Avonden, ongeveer 10 uur aan één stuk. Hiervan zijn cd's als luisterboek verschenen.

## Fictie en werkelijkheid
Het boek bevat autobiografische elementen en is gebaseerd op waargebeurde belevenissen, maar zoals elke roman behoort De avonden tot de fictie.
De roman opent met de mededeling "Elke gelijkenis van figuren of voorvallen in dit verhaal met werkelijke personen of gebeurtenissen is toevallig." Volgens Gerard Reve was de werkelijkheid niet te gebruiken als onderwerp voor literatuur, door het gebrek aan geloofwaardigheid en structuur. "Waar gebeurd is geen excuus", zei hij, de auteur is vrij de werkelijkheid naar zijn hand te zetten. Niettemin is de relatie tussen fictie en werkelijkheid bij deze roman uitvoerig onderzocht. Veel personen en plaatsen komen voor onder een eenvoudig herkenbare naam. De avonden zou een sleutelroman genoemd kunnen worden, maar niet als doel op zichzelf. De thematiek gaat veel verder en dieper en het puzzelen naar de werkelijkheid achter herkenbare personages en gebeurtenissen is daarvoor niet relevant, ook al is dat in ruime mate gebeurd. De volgende personen en zaken uit De avonden corresponderen met de daarna genoemde personen en zaken uit de werkelijkheid:

### Personen
| Naam in De avonden                 | Werkelijke naam |
| ---------------------------------- | --- |
| Adelaar                            | Cornelis Gerard Israël (1889-1951, hoofdinspecteur Gemeentelijke Woningdienst, vader van Jozina Israel. De moeder van Jozina Israel is Jozina Jacomientje Salomé 1893-1985) |
| Albert                             | Maarten Kulk (1921-2015, typist en student piano aan het conservatorium. Later secretaris van prof. dr. Henk van der Tweel (1915-1997, hoogleraar Medische fysica aan de Universiteit van Amsterdam) |
| Henk                               | Henk Schotte (Frits van Egters ontmoet hem op de schoolreünie, Henk is een klasgenoot van Wouter Wagener op het Vossius Gymnasium) |
| Hennie                             | Hennie de Vroede (van schoenmakerij "Cowboy" op de hoek van Jozef Israëlskade 115 en Diamantstraat, waar ook kolen werden verkocht. De moeder van Frits van Egters leent bij hem kolen.) |
| Herman                             | Jan Hemelrijk (1918-2005, verzetsstrijder bij verzetsgroep Porgel en Porulan (PP), later hoogleraar Mathematische Statistiek aan de Universiteit van Amsterdam) |
| Joost                              | Jacob (Jaap) Hemelrijk (*1945, later ingenieur) |
| Kade                               | Melle Oldeboerrigter (1908-1976, kunstschilder, gehuwd met Puck van Hilst 1912-2002 (pedicure) |
| Lande                              | Martien Veldhuis (1912-1985, onderwijzer) |
| Echtgenote van Lande               | Aleida Geerlings (1903-1973, gehuwd met Martien Veldhuis. Zij wordt door Maurits Duivenis aangeduid met 'dat wijf van hem'.) |
| Lidia                              | Aleid Brandes (1914-1999, gehuwd met Jan Hemelrijk) |
| Tante Stien                        | Gerritdina Johanna (Dien) van der Land (1881-1967. Frits van Egters ontmoet haar als hij bezoek gaat bij Joosje Elderer.) |
| Henk Appelman                      | Klaas Peereboom (1916-1994, hij doet het sportpraatje op de radio) |
| Maurits Duivenis                   | Wouter Wagener (1925-2006, sociaal geograaf) |
| Vader van Maurits Duivenis         | Adrianus Johannes Wagener (1888-1971, kantoorbediende). Lande doet bij hem zijn beklag over de diefstal van tweehonderd gulden door Maurits Duivenis. |
| Frits van Egters                   | Gerard Kornelis van het Reve (1923-2006, de auteur) |
| Opa van Frits van Egters           | Kornelis Doornbusch (1853-1941, blauwverver, Frits van Egters noemt zijn opa 'die oude hoer'.) |
| Ina van Egters                     | Jozina (Tini) Israel (1920-2013, vertaalster Russisch-Nederlands, gehuwd met Karel van het Reve) |
| Joop van Egters                    | Karel van het Reve (1921-1999, later hoogleraar Slavische Letterkunde aan de Rijksuniversiteit Leiden) |
| Moeder van Egters                  | Jannetta (Net) Doornbusch (1892-1959) |
| Vader van Egters                   | Gerard van het Reve sr. (1892-1975, schrijver, journalist) |
| Hans Elderer                       | René van der Land (1946-1997, later lid van de directie van de Gerrit Rietveld Academie) |
| Jaap Elderer                       | Lucas van der Land (1923-1984, later hoogleraar Geschiedenis van de politieke theorie aan de Universiteit van Amsterdam. Hij groeide op in het gezin van Jan Romein en Annie Romein-Verschoor.) |
| Opa van Jaap Elderer               | Louis François de Fost (1871-1947, behanger, winkelier, zijn begrafenis wordt besproken door Frits van Egters en Jaap Elderer) |
| Joosje Elderer                     | Mirjam Noordenbos (1925-2017, schrijfster, gehuwd met Lucas van der Land, in 1975 gescheiden) |
| Familie Geitenkooi                 | Anthoon Johan Koejemans (1903-1982). Hij was hoofdredacteur van De Waarheid en partijgenoot van Gerard van het Reve sr. |
| Klara Graafse                      | Käte Hanna Hartog (1921-2016, zenuwarts, gehuwd met Bastiaan Leendert Franke (1919-1962), advocaat en procureur, zoon van oud-wethouder en verzetsstrijder Bernard Franke 1889-1953) (Walter Graafse stelt zijn zus Klara voor aan Frits van Egters) |
| Walter Graafse                     | Robert Hartog (1923-2008, later filmoperateur bij verschillende bioscopen in Amsterdam. Hij was enige tijd gehuwd met de verzetsstrijdster en advocate Lau Mazirel 1907-1974. Hij komt onder de naam Maarten Scheepmaker voor in de novelle Werther Nieland.) |
| Ouders van Klara en Walter Graafse | Henri Hartog (1893-1944, hoofdklerk Woningdienst, boekhouder Joodsche Raad, actief lid van de SDAP) en Jane van Gelder (1893-1943). Frits van Egters vraagt aan Walter Graafse: "Heb je ooit nog bericht gehad over je ouders?" Beide ouders zijn vergast in concentratiekampen in Polen.                                                                                           |
| Eduard Hoogkamp                    | Willem Heinemeijer (1922-1999, later hoogleraar Sociale Geografie en Landbeschrijving aan de Universiteit van Amsterdam) |
| Knip                               | Pieter Kraak (1925-1972, hij leent wel eens een dictaat van Maurits Duivenis.) |
| Mevrouw Mosveld                    | Geertruida Johanna de Klerk (1901-1988, moeder van Mirjam Noordenbos, de vader van Mirjam Noordenbos was Oene Noordenbos 1896-1978, die Tweede Kamerlid voor de Pacifistisch Socialistische Partij was in 1962-1963) |
| Anna Mosveld                       | Anke Noordenbos (* 1923, mevrouw Mosveld zegt tegen haar dochter Joosje dat Anna gaat trouwen. Inderdaad trouwde haar dochter Anke Noordenbos op 13 feb. 1947 met Paul Hartman 1922-1990). Zij zijn gescheiden in 1976. |
| Pim                                | Wilhelmina Remelia (Wim) Hora Adema (1914-1998). Ze was een Nederlandse journaliste, schrijfster en feministe. Van 1948 tot 1968 had ze de leiding van de Vrouwenpagina van dagblad Het Parool. |
| Viktor Poort                       | Bob van Amerongen (1924-2014, verzetsstrijder, later rector Stedelijk Gymnasium Haarlem. Hij huurde een kamer bij Jan Hemelrijk en diens vrouw aan de Weesperzijde 34.) |
| Jozef Pijp                         | David Koker (1921-1945, Joods dichter en vertaler, schrijver van het kampdagboek Dagboek geschreven in Vught en slachtoffer van de Shoah. Hij schoot samen met Joop van Egters met een luchtdrukpistool de ruggen kapot van de boeken van Frits van Egters.) |
| Bep Spanjaard                      | Anne Lize (Annelies) Romein (1925-2007, fotografe, later gehuwd met Willem Heinemeijer) |
| Frans Spanjaard                    | Bart Joost Romein (1923-1995, later conservator aan het Geologisch Bureau voor het Nederlands Mijngebied te Heerlen. Hij organiseerde tijdens de Tweede Wereldoorlog op 28 november 1940 samen met Lucas van der Land op het Vossius Gymnasium een leerlingenstaking tegen het gedwongen ontslag van Joodse leraren onder wie de leraar geschiedenis Jacques Presser.               |
| Louis Spanjaard                    | Jan Erik Romein (1921-1991, afgestudeerd in de sociografie. Later lector in de Cartografie aan de Technische Hogeschool Delft. Annelies, Bart Joost en Jan Erik Romein zijn de kinderen van de bekende historici Jan Romein 1893-1962 en Annie Romein-Verschoor 1895-1978) |
| Tinteler (bovenbuurman)            | Teunis Houweling (1918-2015) woonde Jozef Israëlskade 117-II. De moeder van Frits van Egters zegt dat Frits bij Tinteler een doos met sleutels kan lenen in verband met de zoekgeraakte zoldersleutel. |
| W.J. den Tuin                      | Leo Jordaan (filmcriticus) (1885-1980, Frits van Egters hoort W.J. den Tuin spreken op de radio) |
| Echtpaar Visser                    | Adriaan Geert Visser (1882-1969) en Isabella Colombain (1890-1972). (Buren die woonden op Jozef Israëlskade 118-huis (thans nummer 420), terwijl Gerard Reve woonde op nummer 116-I (thans nummer 415). Als Frits van Egters dronken thuis komt, wordt hij geholpen door buren: het echtpaar Visser.) (Zou ook kunnen zijn de fam. van Scherpenzeel die woonden op nummer 117-huis) |
| Vogel (docent)                     | Teunis Vink (1881-1950). Hij was docent Aardrijkskunde en Biologie van 1927 tot en met 1946. |
| Wening (docent)                    | Willem Anthonie Lucas Vreeken (1899-1977). Hij was docent Grieks en Latijn van 1926 tot en met 1951. |
| Arend Wortel                       | Halbo Christian Kool (1907-1968, dichter-criticus, in 1946-1947 werkzaam bij De Arbeiderspers) |
| Nora Wortel                        | Willy Joosten (1908-1996, tweede echtgenote van Halbo Christian Kool, juriste en vertaalster) |

### Zaken
| Naam in De Avonden                      | Werkelijke naam |
| --------------------------------------- | --- |
| Berendsgymnasium                        | Vossius Gymnasium (Messchaertstraat 1, Amsterdam-Zuid)                                                                                              |
| Cementwijk                              | Betondorp (Amsterdam-Oost) |
| Danisplein                              | Daniël Willinkplein (thans Victorieplein, Amsterdam-Zuid)                                                                                           |
| Boomstraat                              | Amsteldijk |
| Enschedese Jongens, Wees Vlug, Snelheid | Enschedese Boys, Be Quick, Vitesse (voetbalclubs die op de radio genoemd worden)                                                                    |
| Ensejervee                              | NCRV (Nederlandse Christelijke Radio Vereniging) |
| Geef mij nog vijf minuten               | Give me five minutes more (liedje van Sammy Cahn 1913-1993)                                                                                         |
| Geschiedenissen Uit Het Weense Bos      | Geschichten aus dem Wienerwald (van Johann Strauss jr. 1825-1899)                                                                                   |
| De Groene Weiden                        | The Green Pastures (Amerikaanse speelfilm uit 1936, in Nederlandse bioscopen in 1946 vertoond als De Grazige Weiden)                                |
| Hawaian melodieën                       | Wailana Hawaiians (muziekgroep) |
| Hermespaviljoen                         | Minervapaviljoen (Albert Hahnplantsoen 2, Amsterdam-Zuid, afgebrand in 1973)                                                                        |
| De kleine zenuwlijder                   | De kleine neurasthenicus. Beknopte handleiding tot een ordentelijk leven (Herman Gerard de Cock 1871-1956)                                          |
| De Lantaarn                             | Filmtheater De Uitkijk (Prinsengracht 452, Amsterdam-Centrum)                                                                                       |
| De Luchtmeesters                        | The Skymasters (radio-orkest en -big band) |
| Mars Koning Voetbal                     | Koning Voetbal Mars (gecomponeerd door Willy Schootemeijer 1897-1953)                                                                               |
| Het Nieuw Gezelschap                    | Amsterdamsch-Rotterdamsch Tooneel-gezelschap (in een gesprek van Frits van Egters met Adelaar komt een opvoering van dit gezelschap ter sprake.)    |
| Ontvoering uit het Serail               | Die Entführung aus dem Serail (zangspel van Wolfgang Amadeus Mozart 1756-1791)                                                                      |
| Op het ijs                              | Op het ijs (liedje van Louis Davids 1883-1939) |
| Opnieuw Gevormde Gemeente               | Hervormde Gemeente |
| Overwater                               | Overamstel |
| Presentenhuis                           | Geschenkenhuis Reveillon (Kalverstraat 48-52, Amsterdam-Centrum)                                                                                    |
| Princeps                                | Bioscoop Ceintuur Theater (Ceintuurbaan 282-284, Amsterdam-Zuid)                                                                                    |
| Riembaan                                | Ceintuurbaan (Amsterdam-Zuid) |
| Schilderskade                           | Jozef Israëlskade (Amsterdam-Zuid) |
| Sensatie Nummer Een                     | Sensation Number One (muziek van The Ramblers) |
| Sluit me niet op                        | Don't fence me in (liedje van Cole Porter 1891-1964)                                                                                                |
| Het Tweede Gezicht                      | Das zweite Gesicht (film) |
| Voetstraat                              | P.C. Hooftstraat (Amsterdam-Zuid) |
| Het Vrije Spreekgestoelte               | De Vrije Katheder (tijdschrift en culturele club)                                                                                                   |
| Wereldencyclopedie                      | Eerste Nederlandse Systematisch Ingerichte Encyclopaedie (ENSIE, de redactiesecretaris hiervan was Oene Noordenbos, de vader van Mirjam Noordenbos) |
| Werkwijze Koewee                        | Methode Coué (genoemd naar de Franse psycholoog en apotheker Émile Coué 1857-1926)                                                                  |
| Het Wespennest                          | De Bijenkorf (Amsterdam) |
| Weststraat                              | Westeinde (Amsterdam-Centrum) |
| De Zevende Sluier                       | The Seventh Veil (film) |
| Zonsteeg                                | Halvemaansteeg (Amsterdam-Centrum) |
| Zuidelijk station                       | Amstelstation (Amsterdam-Oost) |
| De Zwaaiende Nachtegaals                | The Swinging Nightingales (zangkoor) |
| De Zwervers                             | The Ramblers (jazzy dansorkest) |

## Bewerkingen
Het boek werd in 1989 als De Avonden verfilmd door Rudolf van den Berg. In 1996 bewerkte regisseur Léon van der Sanden het boek tot een gelijknamig toneelstuk, in 2010 maakte hij een nieuwe bewerking.
Dick Matena bewerkte De avonden, met integrale tekst, vanaf 2001 tot een stripverhaal dat eerst in de Nederlandse krant Het Parool verscheen en in 2003-2004 ook in albumvorm (in vier delen) werd uitgegeven. Matena ontving er in 2003 de Bronzen Adhemar voor.
De Avonden is vertaald in het Engels (The Evenings: A Winter's Tale), Frans (Les Soirs. Un récit d'hiver), Duits (Die Abende. Eine Wintergeschichte), Hongaars (Az esték), Slowaaks (Večery), Spaans (Las noches. Un relato de invierno) en Zweeds (Kvällarna: en vinterberättelse).
Op dinsdag 26 oktober 1993 ging in de grote zaal van KulturFabrik Löseke in Hildesheim (Duitsland) het toneelstuk Die Abende in première door Theater Mahagoni onder regie van Joachim von Burchard.